# Upplands runinskrifter 249
Upplands runinskrifter 249 är en vikingatida runristning på en berghäll i Näle, Södergården, Vallentuna socken och Vallentuna kommun. Ristningen är 1,4 gånger 1,2 meter stor. Runhöjden är cirka 9 centimeter. Ristningen är mycket otydlig.

## Inskriften
Translitterering av runraden:
kunuiþr · lit · stain · hkua · auk · kase · eftiʀ · suartaþa faþur · sin ma(n) k--na
Normalisering till runsvenska:
Gunnviðr let stæin haggva ok Kasi/Kassi/Gasi æftiʀ Svarthaufða, faður sinn, mann g[oð]an(?).
Översättning till nusvenska:
Gunnvid lät hugga stenen och Kase efter Svarthövde, sin fader, en god man.